# Curtis Leschyshyn
Curtis Michael Leschyshyn (* 21. September 1969 in Thompson, Manitoba) ist ein ehemaliger kanadischer Eishockeyspieler und -trainer sowie derzeitiger -scout, der im Verlauf seiner aktiven Karriere zwischen 1985 und 2004 unter anderem 1.101 Spiele für die Nordiques de Québec, Colorado Avalanche, Washington Capitals, Hartford Whalers, Carolina Hurricanes, Minnesota Wild und Ottawa Senators in der National Hockey League auf der Position des Verteidigers bestritten hat. Seinen größten Karriereerfolg feierte Leschyshyn, der im NHL Entry Draft 1988 bereits an dritter Gesamtposition ausgewählt worden war, in Diensten der Colorado Avalanche mit dem Gewinn des Stanley Cups im Jahr 1996. Sein Sohn Jake Leschyshyn ist ebenfalls professioneller Eishockeyspieler.

## Karriere
Curtis Leschyshyn spielte zwei volle Spielzeiten bei den Saskatoon Blades in der Western Hockey League, bevor er beim NHL Entry Draft 1988 in der ersten Runde an insgesamt dritter Position von den Nordiques de Québec ausgewählt wurde. Für die Nordiques avancierte er gleich in seiner ersten Saison als Profi zum Stammspieler in der National Hockey League. Zu Beginn der NHL-Saison 1995/96 zog das Franchise nach Denver im US-Bundesstaat Colorado um und nannte sich fortan Colorado Avalanche. Gleich in der ersten Saison in der neuen Heimat konnte Leschyshyn zusammen mit seinem Team den Stanley Cup gewinnen.
Nach insgesamt neun Spielzeiten für die Québec/Colorado-Organisation wurde der Verteidiger am 2. November 1996 zusammen mit Chris Simon zu den Washington Capitals transferiert, die Avalanche erhielten im Gegenzug Flügelstürmer Keith Jones sowie je einen Erst- und Viertrunden-Draftpick für den NHL Entry Draft 1998. Für die Capitals absolvierte der Kanadier jedoch lediglich zwei Spiele, bevor er eine Woche nach seiner Ankunft erneut transferiert wurde. Washington schickte Leschyshyn zu den Hartford Whalers und erhielt dafür Stürmer Andrei Nikolischin. Nach einer Saison in Hartford erlebte er einen erneuten Umzug eines Eishockeyfranchise; die Whalers siedelten sich in Raleigh, North Carolina an und wurden vor Beginn der Saison 1997/98 zu den Carolina Hurricanes.
Nach drei weiteren Spielzeiten für die Canes wurde Curtis Leschyshyn beim NHL Expansion Draft 2000 von den Minnesota Wild ausgewählt, wo er 54 Spiele absolvierte, bevor er am 13. März 2001 im Tausch gegen einen Drittrunden-Draftpick für den NHL Entry Draft 2001 zu den Ottawa Senators geschickt wurde.
Nach drei weiteren Spielzeiten in Ottawa und dem Lockout während der NHL-Saison 2004/05 unterzeichnete der Spieler am 17. August 2005 einen Vertrag bei der Colorado Avalanche; das Franchise, bei dem er 17 Jahre zuvor seine NHL-Karriere begonnen hatte. In Colorado absolvierte der Verteidiger jedoch kein Spiel, da er während der Saisonvorbereitung feststellte, dass seine körperliche Verfassung für die NHL nicht mehr ausreiche. Am 3. Oktober 2005 gab Curtis Leschyshyn sein Karriereende bekannt. Anschließend arbeitete er mehrere Jahre als Jugend- und Juniorentrainer – unter anderem bei den Saskatoon Blades in der WHL. Seit 2019 ist er als Scout bei seinem Ex-Team Colorado Avalanche angestellt.

## Erfolge und Auszeichnungen
- 1988 WHL East First All-Star Team
- 1996 Stanley-Cup-Gewinn mit der Colorado Avalanche

## Karrierestatistik

### International
Vertrat Kanada bei:
- Weltmeisterschaft 1990

(Legende zur Spielerstatistik: Sp oder GP = absolvierte Spiele; T oder G = erzielte Tore; V oder A = erzielte Assists; Pkt oder Pts = erzielte Scorerpunkte; SM oder PIM = erhaltene Strafminuten; +/− = Plus/Minus-Bilanz; PP = erzielte Überzahltore; SH = erzielte Unterzahltore; GW = erzielte Siegtore; 1 Play-downs/Relegation; Kursiv: Statistik nicht vollständig)